# Lucien Thèze
Lucien Pierre Thèze (Fère-Champenoise, 6 ottobre 1913 – Romilly-sur-Seine, 7 ottobre 1999) è stato un cestista francese.

## Carriera
Thèze ha disputato una partita con la maglia della Francia, in occasione della sfida contro l'Estonia alle Olimpiadi 1936. In carriera ha giocato nell'UFA Romilly.